# サニー・ボーイ・ウィリアムソンI
サニー・ボーイ・ウィリアムソンI（1914年3月30日 - 1948年6月1日）は、アメリカ合衆国のブルース・ハーモニカ奏者、歌手である。本名は、ジョン・リー・カーティス・ウィリアムソン。彼は、ブルース・ハープをソロ楽器として使った草分け的存在として知られる。
彼は戦前ブルース・アーティストの多くのレコーディングでプレイした。自己名義の作品としては、1930年代から40年代にかけて最も多くのレコーディングを残したブルース・ミュージシャンの一人であり、シカゴの音楽プロデューサー、レスター・メルローズおよびブルーバード・レコードとの結びつきが深かったことでも知られる。有名な楽曲としては「Good Morning, School Girl」などがある。
ウィリアムソンのハーモニカ・スタイルは戦後のパフォーマーたちに大きな影響を与えた。キャリアの後期に彼はマディ・ウォーターズを含め、南部からシカゴに移住したブルース・ミュージシャンの多くにとって、師たる存在であった。ウィリアムソンの知名度にあやかろうとアレック・"ライス"・ミラーは、1940年代初頭より「サニー・ボーイ・ウィリアムソン」を名乗って演奏活動を行なうようになった。両者を区別するために、最初に活動をしていた方（ジョン・リー・ウィリアムソン）は、サニー・ボーイ・ウィリアムソンIあるいは「オリジナル・サニー・ボーイ」と称されるようになった。

## 来歴
ウィリアムソンは,1914年3月30日、ミシシッピ州ジャクソンに近いマディソン郡に生まれた。彼は当初、カントリー・ブルースのスタイルで演奏していたものの、間もなくより都会的なブルースの形式でハーモニカをソロ楽器として押し出すようになった。このことから、彼はしばしば「モダン・ブルース・ハープの父」と称される。彼はまだ10代の頃からヤンク・レイチェル、スリーピー・ジョン・エスティスと組み、テネシー州、アーカンソー州で彼らとプレイした。1934年には、彼はシカゴに移住している。
ウィリアムソンは1937年5月5日、「Good Morning, School Girl」（およびB面の「Sugar Mama」）をブルーバード・レコードに吹き込んだ。これが彼にとって初のレコーディングである。この曲はブルースのスタンダード曲として知られるようになった。彼の人気は南部一帯の黒人層に留まらず、デトロイトやシカゴなど中西部の工業都市にも広がっていき、彼はブルース・ハーモニカを代表する存在となった。その他著名な曲としては「Shake The Boogie」、「Better Cut That Out」、「Sloppy Drunk」、「Early In The Morning」、「Stop Breaking Down」、「Hoodoo Hoodoo」（別名「Hoodoo Man Blues」）などがある。
1947年、「Shake The Boogie」はビルボードのレイス・レコード（黒人のレコード）・チャートの4位を記録している。ウィリアムソンのスタイルはビリー・ボーイ・アーノルド、ジュニア・ウェルズ、サニー・テリー、リトル・ウォルター、スヌーキー・プライアーなど多くのブルース・ハーモニカ奏者たちに影響を与えている。彼は同世代のブルース・ハーモニカ奏者の中では最も多く聴かれ、影響を与えた存在であった。彼の音楽が与えた影響はハーモニカ奏者に留まらず、1940年代中期に彼と共演したマディ・ウォーターズや、1946年のギタリストのジミー・ロジャーズなども影響を受けている。ロジャーズは、1946年にハーレム・レーベルに残した初レコーディングではハーモニカをプレイしており、ウィリアムソン・スタイルを披露していた。彼に影響を受けた多くのブルース、ロックのアーティストたちが彼の曲をカバーし、その知名度を上げることに貢献した。
ウィリアムソンは、そのキャリアの中で主にブルーバード・レーベルにバンドリーダーとして、またサイドマンとしても多くのレコーディングを残した。当初のレコーディングはシカゴ近郊のオーロラのリーランド・ホテル（リーランド・タワー）にて行なわれた。22階建てのリーランド・ホテルの最上階にあったスカイ・クラブは音響がよかったとも言われ、ビッグ・バンドが白人の聴衆向けに演奏を行なった他、ウィリアムソンを始め、ビッグ・ジョー・ウィリアムズ、ロバート・ナイトホークなど戦前のシカゴを拠点とするブルース・アーティストのレコーディングにも使われていた。

## 死と彼のレガシー
ウィリアムソンにとって最後のレコーディングとなったのは1947年12月にシカゴで行なわれたビッグ・ジョー・ウィリアムズとのレコーディング・セッションであった。1948年6月1日、彼はシカゴのサウスサイドで強盗によって殺害された。その晩、彼は自宅から程近いプランテーション・クラブでのパフォーマンスを終え、徒歩で帰宅途中であった。彼の最後の言葉は「主よご慈悲を」であったと伝えられている。
ウィリアムソンはテネシー州ジャクソン郊外のメドンに位置するブレアーズ・チャペル墓地に埋葬された。その後42年間に渡り、彼の墓は小さな目印以外には墓石もない状況で人知れず存在したが、1990年にジャクソン・マディソン郡図書館のマイケル・ベイカーとジュディ・ペネルがウィリアムソンの功績を認識し、幅広く支援を呼びかけたことにより、翌年赤色花崗岩の墓標が建立された。
1980年にウィリアムソンはブルース・ファウンデーションのブルースの殿堂に入れられている

## 芸名の問題
ウィリアムソンの名前を利用して戦後に人気を博したライス・ミラーの活躍によって、ウィリアムソンの功績は陰に隠れてしまった感がある。1937年から1948年の死去までのウィリアムソンのレコーディングと、その後ライス・ミラーがレコーディングした作品は、当初はどちらも同じ「サニー・ボーイ・ウィリアムソン」の名前でリリースされていた。ミラーは彼こそがオリジナルのサニー・ボーイであると聴衆、そしてレコード会社に信じさせるために、この名前を使用するようになったものと考えられている。両者を区別するために、研究者、ライターらは後になりジョン・リー・ウィリアムソン（1914年-1948年）をサニー・ボーイ・ウィリアムソンI世、そしてミラー（1912年-1965年）をサニー・ボーイ・ウィリアムソンII世と称するようになった。
更なる混乱の元となったのは、1940年頃にジャズのピアニスト、歌手のエノック・ウィリアムズがサニー・ボーイ・ウィリアムズ（Sonny Boy Williams）名義でデッカにレコーディングを行なっていることだ。彼は更に1947年にはサニー・ウィリアムズ・トリオ（Sunny Williams Trio）のサニー・ウィリアムズとしてもレコードを出している。

## ディスコグラフィー

### シングル（SP盤)
| 年     | A面                                          | B面                            | レーベル           |
| ------ | -------------------------------------------- | ------------------------------ | ------------------ |
| 1937年 | 「Skinny Woman」                             | 「Got The Bottle Up And Gone」 | Bluebird B-7012    |
| 1937年 | 「Good Morning, School Girl」                | 「Sugar Mama」                 | Bluebird B-7059    |
| 1938年 | 「Worried Me Blues」                         | 「Frigidaire Blues」           | Bluebird B-7404    |
| 1938年 | 「Suzanna Blues」                            | 「Black Gal Blues」            | Bluebird B-7352    |
| 1938年 | 「Up The Country Blues」                     | 「Collector Man Blues」        | Bluebird B-7428    |
| 1938年 | 「Sunny Land」                               | 「My Little Cornelius」        | Bluebird B-7500    |
| 1938年 | 「Miss Louisa Blues」                        | 「Until My Love Come Down」    | Bluebird B-7576    |
| 1938年 | 「Decoration Day Blues」                     | 「Down South」                 | Bluebird B-7665    |
| 1938年 | 「Honey Bee Blues」                          | 「Whiskey Head Blues」         | Bluebird B-7707    |
| 1938年 | 「Lord, Oh Lord Blues」                      | 「Shannon Street Blues」       | Bluebird B-7847    |
| 1939年 | 「Susie-Q」                                  | 「Goodbye Red」                | Bluebird B-7995    |
| 1939年 | 「Doggin' My Love Around」                   | 「Little Low Woman Blues」     | Bluebird B-8307    |
| 1940年 | 「Good Gravy」                               | 「T. B. Blues」                | Bluebird B-8333    |
| 1940年 | 「Something Going On Wrong」                 | 「Good Gal Blues」             | Bluebird B-8357    |
| 1940年 | 「I'm Not Pleasing You」                     | 「New Ailhouse Blues」         | Bluebird B-8383    |
| 1940年 | 「Joe Louis & John Henry Blues」             | 「Thinking My Blues Away」     | Bluebird B-8403    |
| 1940年 | 「Tell Me Baby」                             | 「Honey Bee Blues」            | Bluebird B-8474    |
| 1940年 | 「I've Been Dealing With the Devil」         | 「War Time Blues」             | Bluebird B-8580    |
| 1941年 | 「Welfare Store Blues」                      | 「Train Fare Blues」           | Bluebird B-8610    |
| 1941年 | 「Jivin' The Blues」                         | 「My Little Machine」          | Bluebird B-8674    |
| 1941年 | 「Western Union Man」                        | 「Shotgun Blues」              | Bluebird B-8731    |
| 1941年 | 「My Baby Made A Change」                    | 「Big Apple Blues」            | Bluebird B-8766    |
| 1941年 | 「Coal And Iceman Blues」                    | 「Mattie Mae Blues」           | Bluebird B-8797    |
| 1941年 | 「You Got To Step Back」                     | 「Sloppy Drunk Blues」         | Bluebird B-8822    |
| 1941年 | 「I'm Gonna Catch You Soon」                 | 「Million Years Blues」        | Bluebird B-8866    |
| 1942年 | 「Shady Grove Blues」                        | 「She Was a Dreamer」          | Bluebird B-8914    |
| 1942年 | 「Springtime Blues」                         | 「Drink On Little Girl」       | Bluebird B-8955    |
| 1942年 | 「I Have Got to Go」                         | 「My Black Name Blues」        | Bluebird B-8992    |
| 1942年 | 「Ground-Hog Blues」                         | 「Broken Heart Blues」         | Bluebird B-9031    |
| 1942年 | 「She Don't Love Me That Way」               | 「Black Panter Blues」         | Bluebird 34-0701   |
| 1944年 | 「Decoration Day Blues No. 2」               | 「Love Me, Baby」              | Bluebird 34-0713   |
| 1945年 | 「Win The War Blues」                        | 「Check Up On My Baby」        | Bluebird 34-0722   |
| 1945年 | 「Miss Stella Brown-Blues」                  | 「Desperado Woman」            | Bluebird 34-0736   |
| 1946年 | 「Sonny Boy's Jump」                         | 「Elevator Woman」             | Bluebird 34-0744   |
| 1946年 | 「You're An Old Lady」                       | 「Early In The Morning」       | RCA Victor 20-1875 |
| 1946年 | 「Shake the Boogie」                         | 「Mean Old Highway」           | RCA Victor 20-2056 |
| 1947年 | 「Hoodo Hoodo」                              | 「Sonny Boy's Cold Chills」    | RCA Victor 20-2184 |
| 1947年 | 「Mellow Chick Blues」                       | 「G. M. & O. Blues」           | RCA Victor 20-2369 |
| 1947年 | 「Lacey Belle」                              | 「Polly Put the Kettle On」    | RCA Victor 20-2521 |
| 1948年 | 「Sugar Gal」                                | 「Willow Tree Blues」          | RCA Victor 20-2623 |
| 1948年 | 「All of Me」(Louis Prima And His Orchestra) | 「Rub A Dub」                  | RCA Victor DJ-540  |
| 1948年 | 「Alcohol Blues」                            | 「Apple Tree Swing」           | RCA Victor 20-2893 |
| 1948年 | 「Rub A Dub」                                | 「Stop Breaking Down」         | RCA Victor 20-3047 |
| 1948年 | 「Better Cut That Out」                      | 「The Big Boat」               | RCA Victor 20-3218 |
| 1949年 | 「Wonderful Time」                           | 「Blues About My Baby」        | RCA Victor 22-0001 |
| 1949年 | 「Bring Another Half A Pint」                | 「Little Girl」                | RCA Victor 22-0021 |
| 1949年 | 「Southern Dream」                           | 「I Love You For Myself」      | RCA Victor 22-0046 |

### コンピレーション・アルバム
- 1964年『Big Bill & Sonny Boy』(RCA)　※ウィリアムソンはサイド2に収録
- 1970年『Bluebird Blues』 (RCA)
- 1988年『Rare Sonny Boy (1937-1947)』 (RCA)
- 1991年『Complete Recorded Works In Chronological Order, Vol. 1 - 5』 (Document)
- 1992年『Vol. 1 1937-1939』 (Blues Collection)
- 1993年『Vol. 2 1940-1942』 (Blues Collection)
- 1994年『Sonny Boy Williamson』 (Wolf/BoB)
- 1995年『Sugar Mama - The Essential Recordings Of Sonny Boy Williamson』 (Indigo)
- 1997年『RCA Blues & Heritage Series: The Bluebird Recordings, 1937-1938』 (RCA)
- 1997年『RCA Blues & Heritage Series: The Bluebird Recordings, 1938』 (RCA)
- 1998年『Vol. 3 1944-1947』 (Blues Collection)
- 2003年『When The Sun Goes Down: The Secret History of Rock & Roll, Vol. 8: Bluebird Blues』 (RCA Victor)